# Granville (Massachusetts)
Pour les articles homonymes, voir Granville (homonymie).
Granville est une ville du Comté de Hampden dans l’État du Massachusetts.
Elle a été incorporée en 1754.
Sa population était de 1 538 habitants en 2020.